# East West Bank Classic 2007
East West Bank Classic 2007 — жіночий тенісний турнір, що проходив на відкритих кортах з твердим покриттям Home Depot Center у Карсоні (США). Це був 34-й за ліком LA Women's Tennis Championships. Належав до турнірів 2-ї категорії в рамках Туру WTA 2007. Тривав з 6 до 12 серпня 2007 року.
Третя сіяна і володарка вайлд-кард Ана Іванович здобула титул в одиночному розряді, у фіналі перемігши Надія Петрова, й отримала 88260 доларів США. У півфіналі вона відіграла два матч-боли проти співвітчизниці Єлени Янкович.

## Фінальна частина

### Одиночний розряд
Ана Іванович —  Надія Петрова 7–5, 6–4
- Для Іванович це був 2-й титул в одиночному розряді за рік, і 4-й — за кар'єру.

### Парний розряд
Квета Пешке /  Ренне Стаббс —  Алісія Молік  /   Мара Сантанджело 6–0, 6–1